# 청도향교
청도향교(淸道鄕校)은 대한민국 경상북도 청도군 화양읍에 있는 향교이다. 1985년 10월 15일 경상북도의 유형문화재 제207호로 지정되었다.

## 개요
향교는 훌륭한 유학자를 제사하고 지방민의 유학교육과 교화를 위하여 나라에서 지은 교육기관이다.
조선 선조 1년(1568)에 고평동에 세웠던 것을 영조 10년(1734)에 지금의 자리에 옮겨 지었다. 화양향교라고도 부른다.
향교 내의 건물로는 사당 출입문인 내삼문, 사당인 대성전과 동·서무, 공부하는 곳인 명륜당과 동·서재 등이 있다. 그런데 건물 배치 중 일반적으로 명륜당이 앞에 있고 대성전이 뒤에 있는 전학후묘의 배치가 아니라 대성전과 명륜당이 좌우에 놓여 있어 특이하다.
조선시대에는 국가로부터 토지와 전적·노비 등을 받아 학생들을 가르쳤으나 갑오개혁(1894) 이후 제사만 지내고 있다.
청도향교는 특이한 건물 배치를 가진 유서 깊은 향교이다.

## 참고 자료
- 청도향교 - 국가유산청 국가유산포털